# Maunath Bhanjan
Maunath Bhanjan là một thành phố và là nơi đặt ban đô thị (municipal board) của quận Mau thuộc bang Uttar Pradesh, Ấn Độ.

## Nhân khẩu
Theo điều tra dân số năm 2001 của Ấn Độ, Maunath Bhanjan có dân số 210.071 người. Phái nam chiếm 52% tổng số dân và phái nữ chiếm 48%. Maunath Bhanjan có tỷ lệ 58% biết đọc biết viết, thấp hơn tỷ lệ trung bình toàn quốc là 59,5%: tỷ lệ cho phái nam là 65%, và tỷ lệ cho phái nữ là 51%. Tại Maunath Bhanjan, 20% dân số nhỏ hơn 6 tuổi.